# Vlagyiszlav Nyikolajevics Volkov

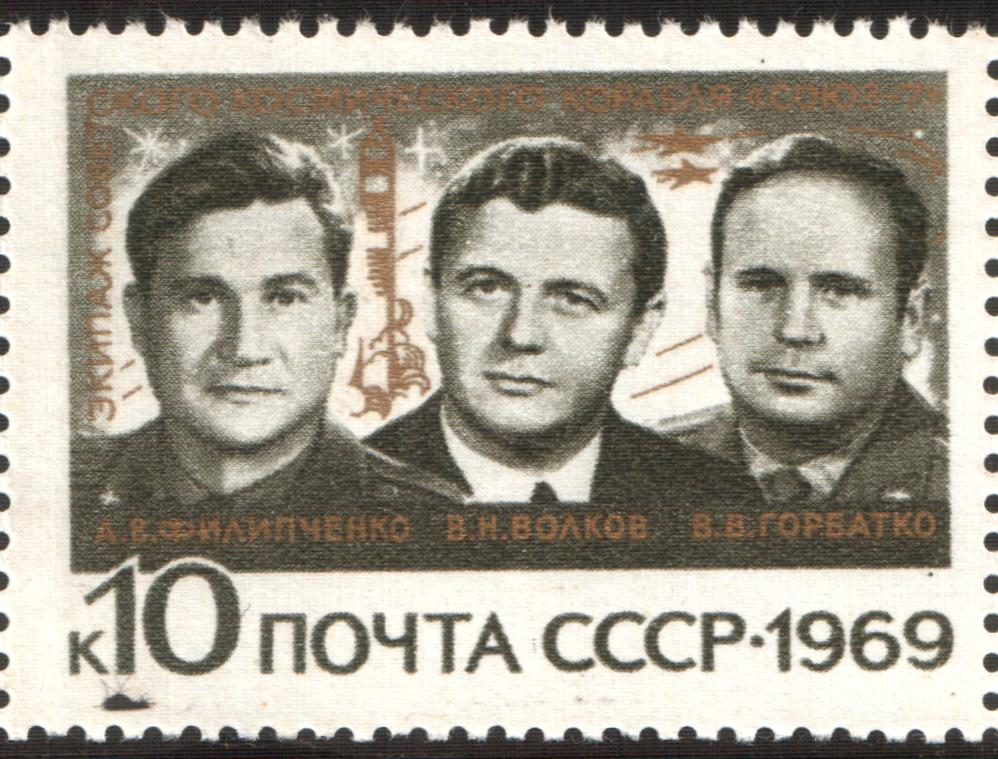
A Szojuz–7 űrhajó személyzete: A. V. Filipcsenko, V. N. Volkov, V. V. Gorbatko. (Szovjet postabélyeg, 1969.)

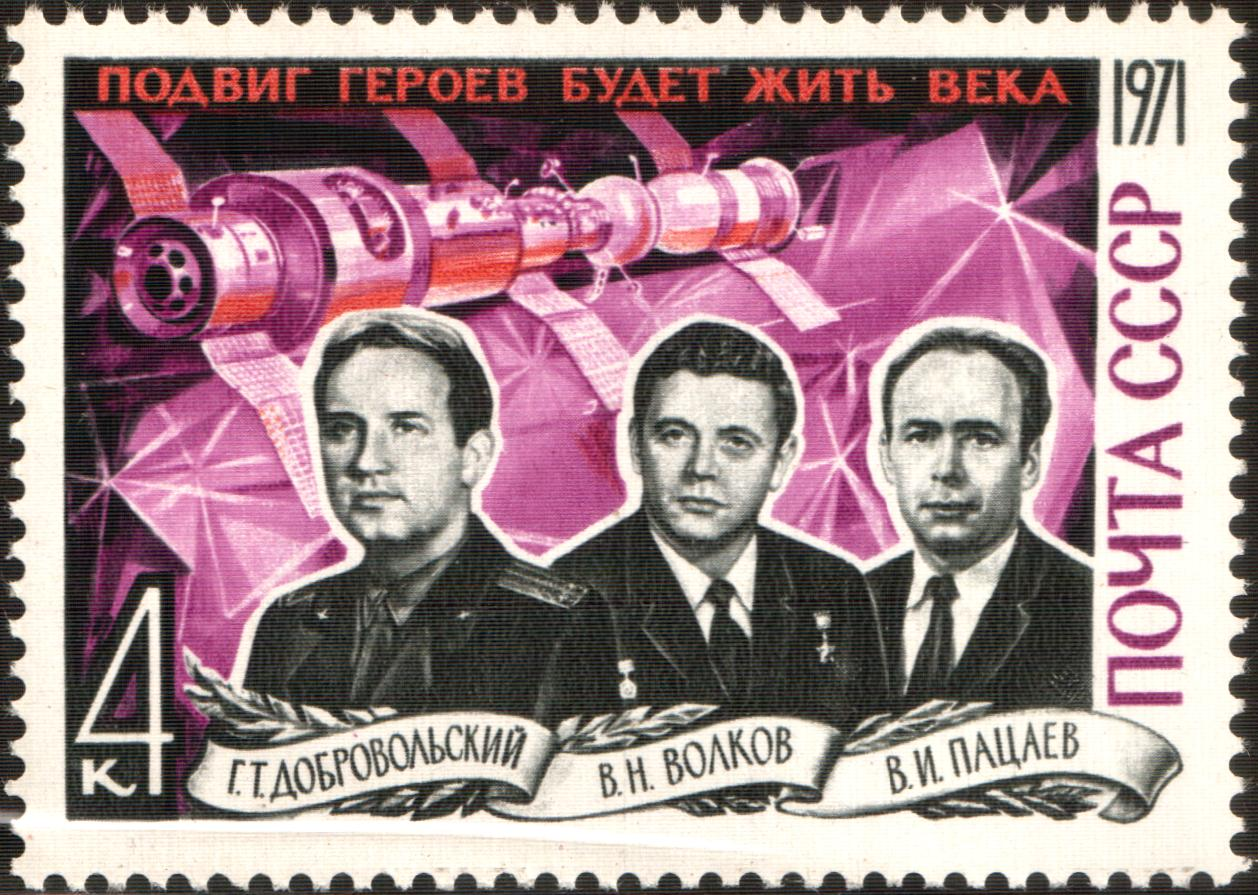
A szerencsétlenül járt Szojuz–11 személyzete: G. T. Dobrovolszkij, V. N. Volkov, V. I. Pacajev. (Szovjet emlékbélyeg, 1971.)

Vlagyiszlav Nyikolajevics Volkov (orosz: Владислав Николаевич Волков) Moszkva, 1935. november 23. – 1971. június 30.) szovjet űrhajós.
A Moszkvai Repüléstechnikai Műszaki Főiskolát követően 1959-től a Koroljov tervezőirodában dolgozott. Munkássága során a Vosztok űrhajó egyik tervezője. 1966-tól űrhajóskiképzésben részesült.
1969-ben a Szojuz–7 űrhajón fedélzeti mérnökként végezte az előírt programot: különféle mérések, ellenőrzések, illetve passzív űrhajóként megközelítési gyakorlatok az aktív Szojuz–6 és a passzív Szojuz–8 űrhajókkal.
A Szojuz–11 űrhajón fedélzeti mérnökként szolgált, a Szaljut–1 űrállomáson 23 nap alatt több előírt programot hajtott végre. A Szojuz–11 visszatérésekor halt meg 1971. június 30-án. A visszatérő kabin dehermetizálódott, és két társával, Georgij Dobrovolszkijjal és Viktor Pacajevvel együtt megfulladt.
Bélyegen is megörökítették az űrrepülését.

## Kitüntetések és emlékezete
- Kétszer kapta meg a Szovjetunió Hőse kitüntetést.
- Megkapta a Lenin-rendet.
- A Holdon krátert (Volkov-kráter) néven, Moszkvában utcát neveztek el róla.

## Repülései
(zárójelben a repülés ideje)
- Szojuz–7 (1969. október 12. – 1969. október 17.)
- Szojuz–11 (1971. június 7. – 1971. június 30.)

## Kötete magyarul
- Vlagyiszlav Volkov: A csillagok felé. Egy űrhajós naplójából; ford. E. Gábor Éva; Kárpáti–Madách–Móra, Uzsgorod–Bratislava–Bp., 1975, ISBN 9631102688